# Clement Woodnutt Miller

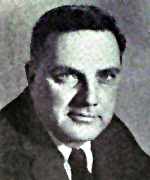
Clement Woodnutt Miller

Clement Woodnutt Miller (* 28. Oktober 1916 in Wilmington, Delaware; † 7. Oktober 1962 bei Eureka, Kalifornien) war ein US-amerikanischer Politiker. Zwischen 1959 und 1962 vertrat er den Bundesstaat Kalifornien im US-Repräsentantenhaus.

## Werdegang
Clement Miller war der Enkel des Gouverneurs von Delaware, Charles R. Miller (1857–1927), und ein Neffe des Kongressabgeordneten Thomas W. Miller (1886–1973). Er besuchte die Lawrenceville School in New Jersey und das Williams College in Massachusetts. Zwischen 1940 und 1945 diente Miller während des Zweiten Weltkrieges in der US Army. Dabei war er in Europa eingesetzt. Unter anderem war er als Soldat in den Niederlanden und Deutschland. Dabei war er Hauptmann einer Infanterieeinheit. Nach dem Krieg studierte Miller bis 1946 an der School of Industrial and Labor Relations der Cornell University. Zwischen 1946 und 1947 arbeitete er für die Veteranenbehörde in Nevada. Danach war er von 1948 bis 1953 für die Bundesbehörde National Labor Relations Board im nördlichen Kalifornien tätig.
Politisch schloss sich Miller der Demokratischen Partei an. 1956 kandidierte er noch erfolglos für den Kongress. Bei den Kongresswahlen des Jahres 1958 wurde er aber im ersten Wahlbezirk von Kalifornien in das US-Repräsentantenhaus in Washington, D.C. gewählt, wo er am 3. Januar 1959 die Nachfolge von Hubert B. Scudder antrat. Nach einer Wiederwahl konnte er bis zu seinem Tod im Kongress verbleiben. Er starb am 7. Oktober 1962 bei einem Flugzeugabsturz nahe Eureka.